# Californië (eiland)

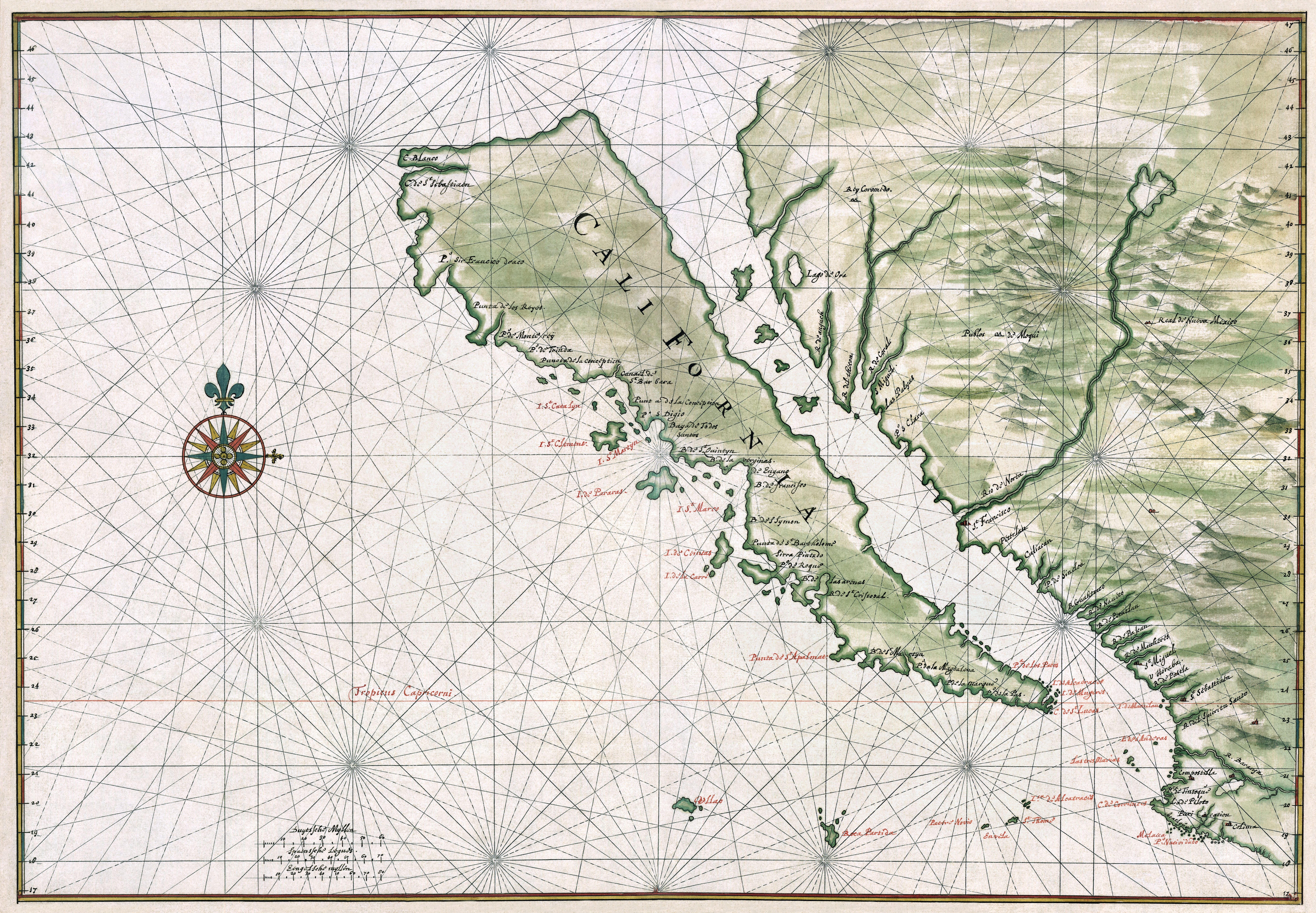
Kaart uit 1650 waarop Californië als eiland is afgebeeld.

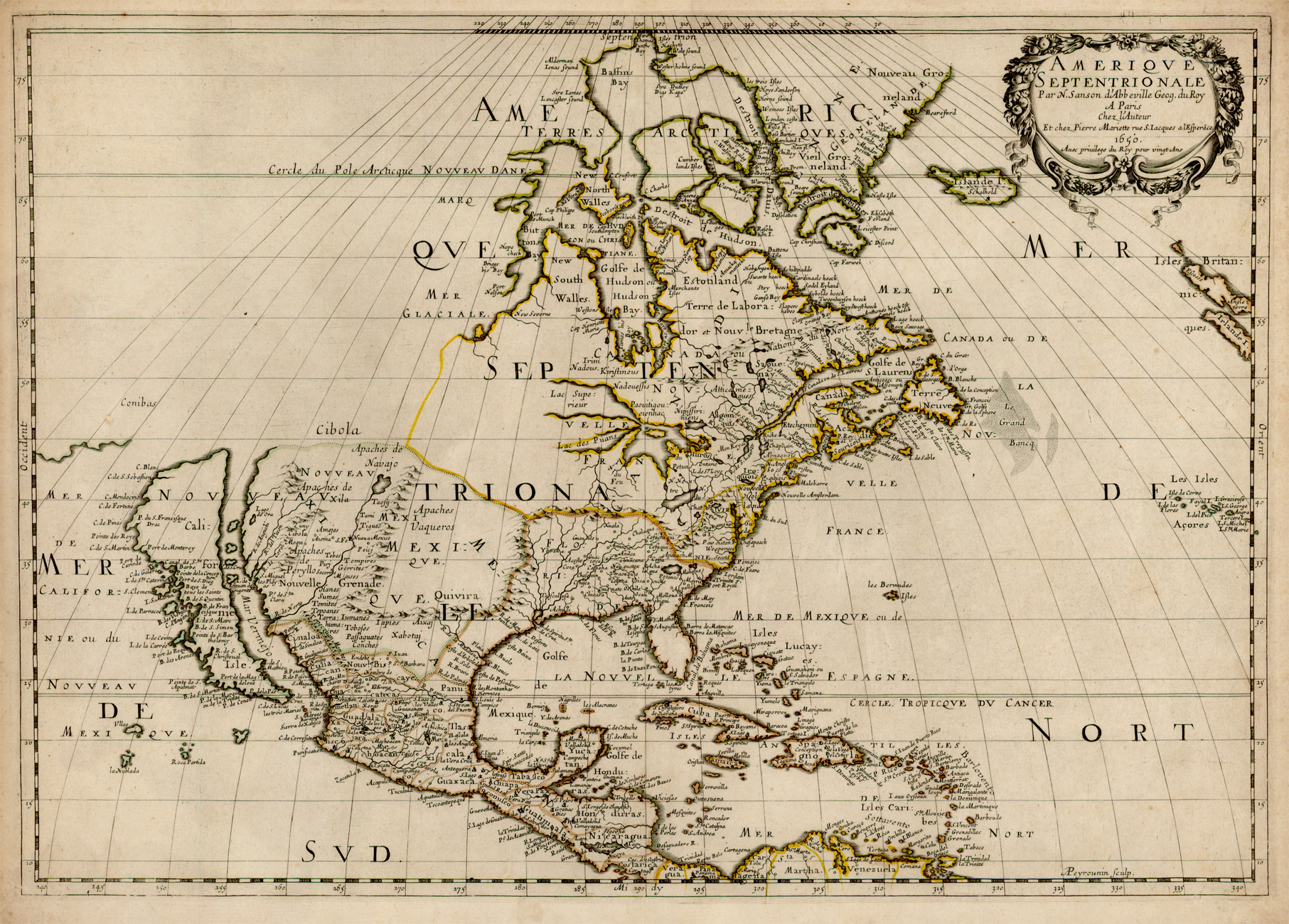
Kaart van Nicolas Sanson, eveneens uit 1650.

Californië als eiland weergegeven, is een van de bekendste en hardnekkigste vergissingen uit de geschiedenis van de cartografie.
Verhalen over een mythisch eiland genaamd Californië zijn al ouder dan de ontdekking van Californië. Californië was een plaats die wel werd vergeleken met de Tuin van Eden of Atlantis en wordt onder andere genoemd in Las sergas de Esplandián van Garci Rodríguez de Montalvo, die het beschrijft als een eiland bewoond door Amazonen.
De eerste Europeaan die het echte Californië, dat wil zeggen het schiereiland Neder-Californië, aandeed was Hernán Cortés in 1536. Cortés noemde het door hem ontdekte land naar het land uit de romans van Montalvo. Vervolgexpedities van onder andere Francisco de Ulloa en Hernando de Alarcón wezen uit dat (Neder-)Californië een schiereiland is en geen eiland. Op Europese kaarten, waaronder die van Gerard Mercator en Abraham Ortelius werd Californië dan ook gewoon aangegeven als deel van het Amerikaanse vasteland.
De verhalen van het mythische eiland bleken echter bekender te blijven dan verslagen van ontdekkingsreizigers. Ontdekkingsreiziger Sebastián Vizcaíno meende in 1602 dat Californië toch een eiland was, mede ingegeven door de hoop dat de zeestraat tussen Californië en het vasteland de veelgezochte Noordwestelijke Doorvaart zou kunnen zijn. In een kaart van Henry Briggs uit 1622 wordt Californië voor het eerst als eiland afgebeeld, wat door vele andere kaartenmakers gekopieerd werd. In 1705 bewees Eusebio Francisco Kino dat Californië toch echt een deel van het vasteland was, door van Nieuw-Mexico naar de Pacifische kust van Californië te lopen. Kaartenmakers uit Engeland, Duitsland en Nederland bleven Californië echter hardnekkig als eiland weergeven.
Pas nadat koning Ferdinand VI van Spanje in 1747 officieel verordonneerde dat Californië een deel van het vasteland was, verdween het eiland Californië van de kaarten.